# Skopunarfjørður

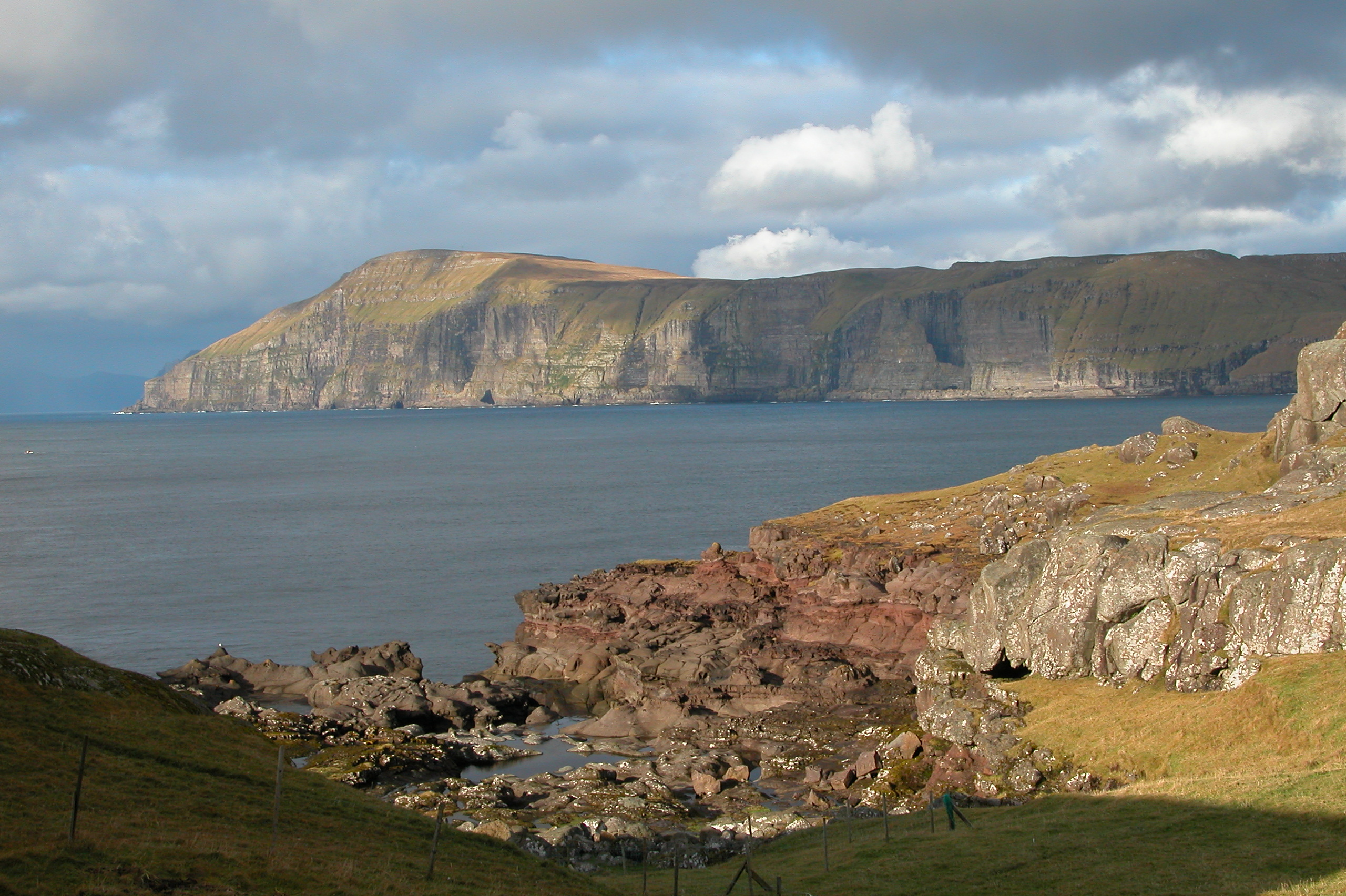
Der Skopunarfjørður von Skopun aus gesehen mit Hestur im Hintergrund.

Der Skopunarfjørður ist eine natürliche Meerenge der Färöer zwischen den Inseln Sandoy im Süden und Streymoy und Hestur im Norden.
Den Namen hat sie vom Ort Skopun auf Sandoy. Neben Kirkjubøur auf Streymoy ist es der einzige Ort an der Wasserstraße.

## Verkehr
Als Verkehrsweg bildete der Skopunarfjørður von jeher die Verbindung der Bewohner von Sandoy mit der Hauptinsel Streymoy. Während die Fähre früher von Tórshavn nach Skopun fuhr, fährt sie seit 1991 ab Gamlarætt und überquert dabei zunächst den Hestsfjørður, der in den Skopunarfjørður mündet. Im Dezember 2023 wurde der Sandoyartunnilin fertiggestellt, der den Fjord unterquert.

## Dialektgrenze

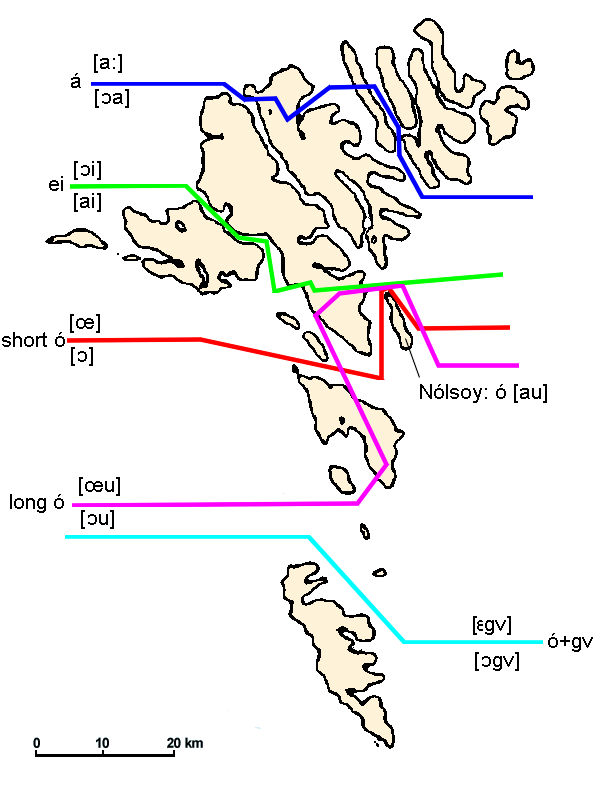
Die rot markierte Isoglosse verläuft durch den Skopunarfjørður.

Der Skopunarfjørður ist gleichzeitig eine der wichtigsten Isoglossen der färöischen Sprache. Wenn in der Literatur von nordfjords und südfjords (oder den analogen Begriffen im Färöischen oder Dänischen) die Rede ist, so sind damit die Dialekte des Südens und des Nordens gemeint.
Die erste schriftliche Erwähnung dieser groben Unterteilung findet sich bei Lucas Debes 1673. Genau hundert Jahre später unterscheidet Jens Christian Svabo in seinem Manuskript zu seinem Wörterbuch 1773 den „südinsularen“ (suderøske), „nordinsularen“ (norderøske) und Tórshavner Dialekt. Einige Jahre später kam bei ihm dann noch ein vierter „allgemeiner“ Dialekt vor, den er aber nicht genauer verortet (möglicherweise ist Vágar gemeint). Johan Henrik Schrøter schreibt um 1820 wieder von zwei Hauptdialekten, einer „Nördlichen Sprache“ (Noran Maali) und einer „Südlichen Sprache“ (Sunnan Maali). V. U. Hammershaimb teilt 1854 Färöisch wieder in drei Hauptdialekte ein: den „Südfjordsdialekt“ (Søndenfjordsdialekten), „Streymoydialekt“ (Strømødialekten), „Nordinselndialekt“ (Norderødialekten). In der revidierten Grammatik von 1891 schreiben er und Jakob Jakobsen aber wieder von zwei Hauptdialekten: Nord und Süd – mit dem Skopunarfjørður als wichtigster Trennlinie.
Die Dialektgruppe südlich des Skopunarfjørður wird auf Dänisch Søndenfjordsdialekt (Südfjordsdialekt) genannt und umfasst neben Sandoy auch Suðuroy, Skúvoy und Stóra Dímun. Hauptcharakteristika sind:
- Das kurze /ou/ (ó) wird im Süden [ɔ] ausgesprochen, im Norden [œ]
- Das /a/ vor /ng, nk/ wird im Süden [a] ausgesprochen, im Norden [ɛ]
- Im Süden sind /p, t, k/ nach langen Vokalen unaspiriert, im Norden aspiriert.

Der Süddialekt oder Südfjordsdialekt zerfällt seinerseits in zwei Gruppen: Den Dialekten von Suðuroy; und denen von Sandoy, Skúvoy und Stóra Dímun.